# Омии
Оми́и (от др.-греч. ὁμοίως — «подобный»), также акакиа́не — одна из «партий» христианских богословов, сложившихся в ходе арианского спора IV века. Основной конфликт этого спора происходил между сторонниками (омоусианами) и противниками Первого Никейского собора 325 года, к которым наряду с омиями принадлежали омиусиане, македониане и аномеи, условно называемых арианами. В отличие от остальных арианских течений, омийство не отличалось доктринальной или философской строгостью и идентифицируется по своим лидерам. На первом этапе арианского спора лидерами этого течения были епископы Евсевий Кесарийский (ум. в 340 году) и Евсевий Никомедийский (ум. в 341 году), затем Акакий Кесарийский (ум. в 366 году), по которому течение получило своё второе название. Большинством современных исследователей омийское богословие прослеживается начиная с 357 года, во II сирмийской формуле. В дальнейшем известно 12 омийских символов веры.

## Богословие
По мнению российского историка церкви В. Н. Самуилова, омийское богословие берёт начало во взглядах Евсевия Кесарийского, которые хотя и не были заимствованы у Ария, но являются существенно субордиционистскими. Называть омиев арианами можно лишь потому, что в основе их богословия лежало существенное подчинение Сына Отцу. Основной задачей Евсевия при построении своей системы было избежать противоречия с идеей о единстве Бога, в связи с чем изначальной сущностью, возвышенной над всеми остальными, им признавался только Бог Отец. Только он может быть первоначалом таких свойств, как бессмертие, невидимость, премудрость и благость. Он совсем не может передать свою сущность другим и не может быть сопоставлен с миром или вступить с ним в какое-либо отношение. Поэтому возникла необходимость в посреднике, которым стал Логос. Он произошёл по воле Отца непостижимым для людей образом, и в самом акте происхождения получил вместе с бытием и божество. Однако он не равен Отцу ни по сущности, ни по чести, ни по божеству, ни по славе. Это являлось следствием того, что не могут быть равны сущности связанные и не связанные с миром. Согласно приведённой Евсевием в трактате «Приготовление к Евангелию» аналогии, три лица Троицы можно уподобить небу, всё обнимающему, солнцу и луне. 
Отличая Сына от Отца по существу, Евсевий в то же время решительно отрицал подобие Сына всему, что произошло в результате его творческой силы, и ставил его в категорию божеств. Согласно Евсевию, Сын — Бог по природе, единородный Бог, второй Бог, царь, господ и Бог всякой твари. О нём нельзя говорить, что он произошёл из ничего, поскольку об этом не сказано в Библии. В этом учение Евсевия отличалось от взглядов Ария и аномеев, для которых были возможны только существо Отца и то «ничто», из которого создано всё остальное. Однако, по мнению Евсевия, Сын также не произошёл из сущности Отца. В этом Евсевий, возможно, следовал за Оригеном, который средней возможностью признавал силу или волю Отца, которая сама по себе являлась сущим. Евсевий отрицал высказывания Ария о Сыне, что он «не был до рождения» и что «было когда не было Сына», поскольку Сын потенциально был в Отце и до рождения. Относительно воплощения Евсевий учил, что Сын принял человеческую плоть без души. При этом его божество оставалось неизменным и чуждым телесным слабостям. Смерть Сына Божия была временным отделением его божества от тела, и страдания тела не причиняли страданий его божеству. Святой Дух является творением Сына и отличен от прочих сущностей, им сотворённых, и не может быть сравнен ни с Отцом, ни с Сыном.
Другим вождём раннего омийства был епископ Евсевий Никомедийский, из чьего богословского наследия сохранилось очень немногое. В письме к Павлину Тирскому он просит обратить к правой вере Александра Александрийского и формулирует свои воззрения: он признаёт, что Сын произошёл по воле Отца, но не из его сущности, отличен от Отца по природе и силе, хотя совершенно подобен Отцу в этих отношениях. Он произошёл непостижимым для людей образом и по природе неизменяем. По его имени последователи данного течения назывались «евсевиане». В 341 году они организовали собор в Антиохии, на котором были приняты четыре догматические формулы.

### Исследования
на английском языке
- Bethune-Baker J. F. An introduction to the early history of Christian doctrine to the time of the Council of Chalcedon. — London: Methuen & CO., 1903. — XXII, 436, [6] p.
- Hanson R. P. C. The Search for the Christian Doctrine of God: The Arian Controversy, 318—381 A.D.. — New York: Continuum International Publishing Group, 2005. — 960 p. — ISBN 0-5670-3092-X.
- Kelly J. N. D. Early Christian Creeds. — 3rd ed. — London: Longman Publishing Group, 1972. — 446 p. — ISBN 0-8264-9216-6.
- Parvis S. Marcellus of Ancyra and the Lost Years of the Arian Controversy 325–345. — Oxford: Oxford University Press, 2006. — 291 p. — ISBN 978-0-19-928013-1.
- Nicene and Post-Nicene Fathers, Second Series / Edited by Philip Schaff and Henry Wace. — Buffalo, NY: Christian Literature Publishing Co., 1900. — 670 p.

на русском языке
- Болотов В. В. История Церкви в период Вселенских Соборов. — М.: Поколение, 2007. — 720 с. — ISBN 978-5-9763-0032-3.
- Бриллиантов А. И. Лекции по истории древней церкви. — СПб.: Издательство Олега Абышко, 2007. — 480 с. — ISBN 978-5-9900890-3-7.
- Самуилов В. История арианства на латинском Западе (353—430). — СПб.: Типография Катанского, 1890. — X, 99, [2] с.
- Спасский А. А. История догматических движений в эпоху вселенских соборов. — 2-е изд. — Сергиев Посад: Издание книжного магазина М. С. Елова, 1914. — Т. I. — 648 с.